# Hans Martijn Ostendorp
Hans Martijn Ostendorp (Dinxperlo, 30 mei 1969) is een Nederlands CDA-politicus en bestuurder. Sinds 10 maart 2023 is hij burgemeester van Buren. 

## Opleiding en carrière
Ostendorp volgde de landbouwschool te Aalten en ging daarna naar de meao, die hij niet afmaakte. Hij werd verkoper en kreeg (leidinggevende) posities in het bedrijfsleven voor hij in 2006 wethouder en eerste locoburgemeester werd in de Gelderse gemeente Aalten.
In 2003 nam hij zitting in het dagelijks bestuur van de CDA afdeling in Dinxperlo. Ten tijde van de herindeling tussen de voormalige Achterhoekse gemeenten Dinxperlo en Aalten was hij eind 2004 lijsttrekker en vanaf 1 januari 2005 fractievoorzitter van zijn partij. In november 2006 werd hij namens het CDA wethouder in het Aaltense college van B&W.
Op 1 september 2017 werd Ostendorp algemeen directeur van De Graafschap. Op 7 maart 2023 nam hij afscheid van deze voetbalclub, in verband met zijn benoeming als burgemeester van Buren.

## Burgemeester
Met ingang van 20 april 2009 werd Ostendorp benoemd tot burgemeester van de Utrechtse gemeente Bunnik. In het voorjaar van 2014 was Ostendorp in het nieuws als initiatiefnemer van een petitie aan staatssecretaris Teeven voor een verruiming van het 'kinderpardon' (een algemeen pardon voor kinderen die als asielzoeker te boek staan, maar omdat zij in Nederland geboren en/of opgegroeid zijn, alsnog een verblijfsstatus krijgen). Deze werd door ruim 300 Nederlandse burgemeesters ondertekend.
Op 17 januari 2023 is Ostendorp door de gemeenteraad van Buren voorgedragen als burgemeester. Op 17 februari dat jaar werd bekendgemaakt dat hij is benoemd bij koninklijk besluit met ingang van 10 maart dat jaar. Op 10 maart dat jaar werd hij ook geïnstalleerd en beëdigd door de commissaris van de Koning in Gelderland.

## Privéleven
Ostendorp is getrouwd en heeft drie kinderen.